# Carlo Annovazzi
Carlo Annovazzi (* 24. Mai 1925 in Mailand; † 10. Oktober 1980 ebenda) war ein italienischer Fußballspieler, der während seiner aktiven Laufbahn für AC Mailand, Atalanta Bergamo, Anconitana Ancona, SG Gallaratese und Città di Castello sowie für die italienische Fußballnationalmannschaft auflief.

## Karriere

### Verein
Carlo Annovazzi begann seine Profikarriere im Jahr 1945 beim AC Mailand, für den er acht Jahre in der Serie A aktiv war. Der Mittelfeldakteur spielte mit den Mailändern stets um die vorderen Ränge mit und erreichte dabei in allen acht Spielzeiten eine Platzierung unter den ersten vier Mannschaften. Der größte Erfolge gelang ihm in der Saison 1950/51, als er mit der Mannschaft mit einem Zähler vor dem Stadtrivalen Inter Mailand die italienische Meisterschaft gewinnen konnte. Im Jahr 1953 schloss er sich Atalanta Bergamo an, mit denen er in den ersten Jahren den Klassenerhalt erfolgreich sicherstellte. Nach der Spielzeit 1957/58 stieg die Mannschaft als zweitletzte schließlich in die Serie B ab und Annovazzi verließ den Verein. Für die Spielzeiten 1959/60 und 1960/61 stand der Mittelfeldspieler noch bei SG Gallaratese bzw. Città di Castello unter Vertrag, mit denen er in der damals noch viertklassigen Serie D antrat.

### Nationalmannschaft
Annovazzi wurde im Jahr 1947 erstmals in die italienische Auswahl berufen, für die er am 14. Dezember 1947 beim 3:1-Sieg gegen die Tschechoslowakei debütierte. Der Mittelfeldakteur wurde von Nationaltrainer Ferruccio Novo in den italienischen Kader für die Fußball-Weltmeisterschaft 1950 in Brasilien aufgeboten. Er bestritt sein einziges Turnierspiel, als er in der Partie gegen Schweden auflief und mit den Italienern knapp unterlag. Auch der folgende Sieg gegen Paraguay brachte die Mannschaft nicht in die nächste Runde, da die Schweden den benötigten Punkt gegen Paraguay errangen. Annovazzi absolvierte in der Partie gegen Belgien am 24. Februar 1952 sein letztes Länderspiel.